# Davide Dal Molin
Davide Dal Molin (* 21. Januar 1978 in Bassano del Grappa) ist ein Beachvolleyball- und ein ehemaliger italienischer Volleyballspieler.

## Karriere Hallen-Volleyball
Dal Molin spielte von 1998 bis 1999 und von 2003 bis 2004 Hallenvolleyball bei Armet Bassano del Grappa. In den folgenden vier Spielzeiten startete der Diagonalangreifer für Fiorese Spa Bassano. Bestes Ergebnis war ein dritter Platz in der Saison 2004/05 sowohl in der italienischen Serie A2 als auch im Cup A2. In der Spielzeit 2017/18 griff der in Bassano del Grappa geborene Athlet noch einmal für Silvolley Trebaseleghe in der Serie B an.

## Karriere Beachvolleyball
Sein zweites Turnier überhaupt war das erfolgreichste in der Beachkarriere von Davide Dal Molin bis einschließlich 2022. Ein einziges Mal trat er mit Andrea Tomatis 2016 beim Majors in Klagenfurt an, einem der höchstdotierten Turniere der Saison. Die beiden italienischen Athleten erreichten das Viertelfinale und erhielten dafür jeder 8500 US$ Preisgeld.
In den folgenden Jahren versuchte sich der aus Venetien stammende Sportler mit wechselnden Partnern bei nationalen Turnieren. Er erreichte mehrere Finalteilnahmen mit Matteo Cecchini und einen Sieg und eine weitere Finalteilnahme mit Matteo Ingrosso.